# Куммеров
Куммеров (нем. Kummerow) — община в Германии, в земле Мекленбург-Передняя Померания, на юго-восточном берегу одноимённого озера.
Входит в состав района Mecklenburgische Seenplatte. Подчиняется управлению Мальхин ам Куммеровер Зее. Население составляет 629 человек (на 31 декабря 2010 года). Занимает площадь 55,14 км².
Коммуна подразделяется на 4 сельских округа.